# آستارسول
آستارسول (به انگلیسی: Acetarsol) یک داروی ضدعفونت است. 
این ماده به عنوان داروی ضد کرم و به خصوص کرم‌های نواری استفاده می شود
و به صورت شیاف عرضه شده است.
این ماده با فرمول شیمیایی C
۸AsNH
۱۰O
۵ یک ترکیب شیمیایی با شناسه پاب‌کم ۱۹۸۵ است. که جرم مولی آن ۲۷۵٫۰۹۰۳ g/mol می‌باشد. 
آستارسول نخستین بار در سال ۱۹۲۱ در انستیتو پاستور توسط ارنست فرنو کشف شد و با نام تجاری Stovarsol (ستووارسُل) به فروش رفت. (ستووارسل برابر فرانسوی واژهٔ کوره است.)